# Арабский танец
Арабский танец относится к семейству восточных танцев и является одним из наиболее распространенных и популярных танцев во многих странах Востока. Его исполнение можно увидеть повсеместно в Северной Африке и на Ближнем Востоке.

## История возникновения
Корни происхождения арабского танца уходят далеко в прошлое. Однако, из-за обширной географии распространения историки до сих пор не могут точно назвать страну, где впервые появился этот необычный танец. Есть предположение, что это Египет или Междуречье, ещё одна версия гласит, что истоки арабского танца следует искать в Индии. Известно, что в древности этот танец исполняли в Египте, Греции, Риме, Вавилоне и многих других Среднеазиатских государствах. Известно, что этот танец зародился в странах Среднего Востока, Северной Африке и Египте.
На протяжении столетий на этой солнечной земле происходило развитие восточных народных танцев, здесь же формировался и арабский танец. Большинство этих танцев являлись женскими и включали изолированные движения бедер и живота, что ассоциировалось с началом новой жизни, которое, в свою очередь, тесно связано с женщиной-матерью и землей. Именно поэтому арабский танец называют «Танец жизни».
По одной из версий, арабский танец зародился в древности как ритуал подготовки к деторождению. В то время женщинам приходилось рожать по задумке природы, так как возможности облегчить процесс родов с помощью обезболивающих препаратов и других медикаментов у них не было. Чтобы облегчить роды женщины использовали ряд движений, которые укрепляли и тонизировали мышцы. Часть этих движений была сосредоточена в области живота и таза, представляя собой комбинацию напряжения и расслабления мышц, и была призвана тренировать внутренние органы и тонизировать мышцы живота. В основе второй группы лежали волнообразные движения, которые должны были задействовать мышцы, выталкивающие ребёнка из матки.
Со временем женщины превратили эту систему движений в целый ритуал, который являлся важнейшей составляющей в подготовке к родам и передавался от матери к дочери, а впоследствии трансформировался в танцевальную форму выражения женского естества.
Арабский танец непосредственно связан с развитием культа Богини Плодородия — Богини-Матери, которая очень почиталась разными народами и имела множество имен: Афродита, Анахита, Исида, Иштар и другие. Подобный культ был распространен во многих древних государствах, поскольку земледелие в то время являлось основой их экономической деятельности (например, в Египте, Индии и Вавилонском царстве), что говорит об огромной значимости арабского танца в древности, и о его почетном месте в традициях и культурных особенностях многих народов.

## Арабский танец и польза для здоровья
Арабский танец оказывает благоприятное влияние на здоровье и эмоциональное состояние женского организма в целом. Танец активно развивает координацию движений, вестибулярный аппарат, оказывает благоприятное воздействие на сердечно-сосудистую систему, укрепляет суставы и связки, развивает их гибкость, оказывает положительный эффект на состояние позвоночника, а также лечебно-профилактическое влияние на гипертонию и шейный остеохондроз. И все это только часть списка.
Особенностью арабского танца является то, что он дает физическую нагрузку на те группы мышц, которые не задействованы в повседневной жизни, но необходимы женщине для вынашивания и рождения ребёнка. Поэтому занятия арабским танцем это хорошая подготовка к родам.
Занятия арабским танцем улучшают настроение и позволяют снизить уровень стресса. Это связано с необходимостью ровного ритмичного дыхания, которое воздействует на центры удовольствия, а в результате происходит выброс эндорфинов, повышающих настроение. По мнению специалистов, по мере освоения элементов арабского танца изменяется самоощущение женщины, исчезает комплекс неполноценности и повышается самооценка. Все это помогает женщине познать себя, раскрыть свою женственность, и при этом укрепить здоровье.

## Арабский танец в прошлом
Ни один другой танец не вызывает такого ажиотажа и не описывается так часто различными путешественниками. Сведения об этом танце дошли до наших дней из многих стран и разных периодов истории. Древнегреческая версия танца включала движения бедрами и животом. В Кадисе в первом веке нашей эры танцовщицы «опускались на пол, трепеща бедрами». В седьмом веке нашей эры персидский ученый, описывая талант великой танцовщицы, упомянул «удивительную быстроту вращений и колебаний бедрами». Материалы о танце в Египте можно найти в исторических документах начиная с древнейших времен до наших дней. Танец занимал важную позицию в Египетской культуре и практиковался во всех слоях общества. «Проходят часы, но оторваться трудно. Такое влияние оказывают движения девушек на мои чувства. В танце нет разнообразия или живости, редко неожиданное движение нарушает его монотонность, однако ритмические покачивания приводят в восторженное оцепенение, подобно гипнотическому опьянению». Так описывает впечатления всех тех, кто наблюдал арабский танец того времени, французский новеллист XIX века Шарль Гобино.
Зачастую описание арабского танца пытались передать словами или в картинах западные художники и путешественники, особенно заметно в XIX веке — «веке ориентализма». Ориенталисты внесли большой вклад в историю развития танца, без них не были бы известны все детали арабского танца, существовавшего в прошлом.

## Арабский танец в настоящее время
Сегодня, будучи социальным развлечением арабского мира, танец сохранил свою сокровенную сущность и многие обычаи, его окружающие, что уже сильно отличает его от многих других танцевальных форм. Навыки его исполнения все ещё передаются по наследству от матери к дочери. Он все так же исполняется женщинами для собственного удовольствия. Более того, танцовщицы по-прежнему выступают как под открытым небом за мелочь, которую им бросает толпа, так и в домах состоятельных людей за большое вознаграждение. Танец также продолжает оставаться основой любых торжеств, особенно свадеб.
Несмотря на существующее фольклорное разнообразие, сценическое исполнение арабского танца в основном связано с египетской музыкой, аксессуарами и костюмами. Во многом это обусловлено бурным расцветом в середине XX века этого жанра именно в Египте. В результате такой «проегипетской», «проарабской» ориентации, персы, турки и народы Африки называют этот танец «арабским», и танцуют его во всех странах именно под арабскую музыку. Отсюда ещё одно название этого танца «Ракс шарки», что переводе с арабского означает «Танец Востока».
Самым широко распространенным в мире названием этого танца является термин «Belly Dance», который представляет собой американскую версию, произошедшую от слова «belly» и обозначающую часть живота ниже пупка. Считается, что эта версия названия танца произошла от французского «Danse du Ventre», что в переводе на английский означает «dance of the stomach» (танец живота). Этим обусловлена и такая популярность российской версии названия арабского танца — «Танец живота».

## Стили арабского танца
Большое многообразие стилей арабского танца обусловлено географией их возникновения и особенностями развития. Однако несмотря на их схожее происхождение (стили арабского танца имеют своими родоначальниками древние народные танцы стран Среднего Востока, Северной Африки и Египта), все они различаются историей своего происхождения, техникой исполнения танца и традиционными особенностями культурной составляющей.
Не только классическое и эстрадное исполнение арабского танца, давно уже ставшее своеобразной традицией, но и арабский фольклор занимают важнейшее место в танцевальной культуре Востока.

## Классический арабский танец
Классический арабский танец является наиболее часто встречающимся стилем арабского танца ввиду его особой популярности. Этот танец принимается и исполняется во всех странах, которые каким-либо образом связаны с восточной культурой. Ему специально обучаются, поскольку он требует особой профессиональной подготовки.

### Особенности исполнения классического арабского танца
В танце используются базовые движения, являющиеся основой классики. В основном это изолированные движения разных частей тела: головы, плеч, рук, груди, бедер и живота. Основные танцевальные элементы представляют собой различные комбинации с использованием кругов, волн, ударов, трясок и других наиболее популярных движений, совмещенных с проходками и наложением пластики.
При исполнении этого стиля у танцовщицы должны быть отработаны до малейших деталей движения всех частей тела. Крайне важным является правильная расстановка всех музыкальных акцентов. В арабском танце важен язык жестов. С их помощью танцовщица может донести до зрителя настроение танца, музыки, передать сокровенный смысл, который она закладывает в этот танец и чем хочет поделиться с другими участниками этого действа. Особое значение в танце уделяется глазам, которые, как известно, являются зеркалом души. Через глаза женщины можно увидеть её внутренний мир, почувствовать сексуальный потенциал. Глаза могут выражать самые различные эмоции (страсть, нежность, ласку, симпатию, любовь, благодарность), что является важнейшим элементом при исполнении классики.

### Стили классического арабского танца
К классическому арабскому танцу относятся оригинальное классическое и эстрадное исполнение арабского танца (Ракс шарки, Classical and Cabaret Belly Dance), а также танец под музыку с барабанами — Соло табла (Solo Tabla).

#### Современный эстрадный арабский танец
Эстрадный вариант классического арабского танца (Cabaret Belly Dance) является более современным «ресторанным» вариантом исполнения классики. Его появление связано с бурным развитием арабского танца на Востоке и по всему миру.
Эстрадный арабский танец отличается от классического танца не только музыкой, но и сценическим образом танцовщицы, который стал ярче и выразительнее. Этот стиль предполагает использование современной египетской эстрады в качестве музыкального сопровождения, и красочных, более открытых, даже экстравагантных костюмов. Кроме того, танцовщицы применяют всевозможные артистические приемы, чтобы произвести впечатление на зрителей, так как важнейшей составляющей танца является развлечение публики, так называемые entertainment и wow факторы.
Следует заметить, что именно классический и эстрадный арабский танец лежат в основе многих других образовавшихся направлений и стилей восточных танцев.

#### Соло табла
Танец Соло табла (Solo Tabla) представляет собой исполнение классического арабского танца под довольно быструю музыку с ярко выраженными барабанами, отсюда и название этого стиля, которое переводится как «сольный танец под барабаны».
Танец Соло табла всегда выглядит очень зажигательно, и зачастую является составной или заключительной частью целого танца. В нём присутствует множество трясок и ударов, работе бедер, груди и живота отводится практически главенствующяя роль. Танцовщица очень четко реагирует на все ударные акценты в танце и обыгрывает рисунок ритма всем своим телом.
На Востоке очень часто можно увидеть исполнение этого танца под живые барабаны, что является классикой для этого танцевального стиля.

### Сценический костюм для исполнения классического арабского танца
Современный костюм для исполнения классического арабского танца представляет собой довольно открытый лиф, пояс на бедра и длинную юбку. Лиф и пояс расшиты бисером, пайетками и стразами, и выглядят очень богато. Юбка может быть разных фасонов и с различным количеством разрезов (солнце-клеш (0,5, 1 или 1,5 солнца), юбка-рыбка (гаде), лепестковая, прямая). Возможен вариант использования вместо юбки штанов-шароваров.
Можно встретить вариант исполнения классики в длинном платье, которое имеет довольно глубокий вырез на груди (под платьем может выглядывать часть расшитого лифа), и богато расшито бисером, бахромой и стразами, в особенности на уровне бедер. Иногда на бедра поверх платья может повязываться платок. Бывают варианты платья и без глубокого выреза, однако в таком случае его верхняя часть также богато украшена различными украшениями (бисер, пайетки, стразы, бахрома).
Иногда можно увидеть, что лиф и пояс соединены полупрозрачной сеткой. Это обусловлено тем, что в Египте и других странах Востока выступления с обнаженным животом считаются неприличными, поэтому танцовщицы обязаны его чем-то прикрывать. Костюм танцовщицы дополняют подходящие украшения, часто на распущенных волосах можно увидеть расшитую стразами повязку под цвет костюма.

### Аксессуары для исполнения классического арабского танца
В качестве аксессуаров для исполнения классического арабского танца часто используются платок (шаль, вуаль, шарф), сагаты (цимбалы), табла (дарбука, египетский барабан), редко можно увидеть бубен и другие экстравагантные танцевальные атрибуты.
В зависимости от используемых в танце аксессуаров выделяют такие виды арабского танца как:
- арабский танец с платком[англ.]
- арабский танец с таблой (Arabian Dance with Tabla)
- арабский танец с сагатами (Arabian Dance with Sagat)[3][12].

## Фольклорный арабский танец
Большое многообразие фольклора (Arabian Folklore, Egyptian Folk Dance) обусловлено наличием большого количества регионов в Египте и других странах Востока, где в каждой местности народные танцы танцуют в своём национальном костюме, зачастую с характерными для этого региона предметами и движениями. И несмотря на то, что в целом многие па из разных танцевальных стилей фольклорного танца похожи друг на друга, каждый из них абсолютно узнаваем и имеет отличительные черты в виде костюма, техники исполнения, характере и культуре танца, а также музыкального сопровождения и непосредственно ритма.

### Стили фольклорного арабского танца
Фольклорных стилей арабского танца довольно много, наиболее популярными среди них являются следующие:
- Саиди — танец с тростью
- Халиджи[англ.] — танец стран Персидского залива
- Эскандарани[англ.] — портовый танец с мелаей
- Балади[англ.] — самый народный танец
- Гавэйзи[англ.] — танец арабских цыган
- Дабка — ливанский групповой танец
- Шааби (Shaaby) — современный уличный танец
- Нубия (Nuba) — нубийский танец
- Хаггала (Haggala) — танец арабских бедуинов
- Феллахи (Fellahi) — танец египетских кретьян, и другие[2][3][12].

### Аксессуары для исполнения фольклорного арабского танца
В качестве аксессуаров для исполнения фольклорного арабского танца используются трость (cane / танец Саиди), сагаты (sagat / танец Гавэйзи, Балади, Шааби), мелайя (специальная накидка/ melaya / танец Эскандарани и Мелайя Лефф), а также довольно оригинальные атрибуты, необходимые для отражения характера танца: бубен доф и большая тростниковая тарелка хус (Нубийский танец), плетеная корзина, кувшин и большая мотыга (танец Феллахи).

## Популярность арабского танца в мире
На сегодняшний день арабские танцы пользуются большой популярностью не только в странах Востока, но и по всему миру. Существует множество танцевальных школ и студий, которые предлагают различные программы по обучению арабскому танцу.
Очень востребованным оказалось проведение тематических мастер-классов (work-shops), на которых разбираются не только основные движения и связки, но и целые танцевальные постановки. И что особенно важно, эти мастер-классы проводят постановщики-хореографы — носители арабской культуры.
Подобные обучающие мероприятия встретили настолько большую поддержку со стороны любителей арабского танца, что стали создаваться целые туры по разным странам, предлагающие программы мастер-классов от известнейших педагогов Египта и других стран Востока.
В некоторых странах (Египет, Израиль, Ливан, Турция и другие) регулярно проходят международные Фестивали, посвященные арабскому танцу. Там можно не только посетить интересующие мастер-классы, но и посмотреть в живую выступления египетских знаменитостей, а также принять участие в конкурсах, которые организовываются специально для всех участников Фестиваля.
Благодаря развитию глобальной сети у любителей арабского и любых других видов танца появилась возможность изучения обучающих материалов через Интернет. Множество сайтов, форумов и порталов предлагают огромное количество информации, среди которой всегда можно найти необходимые сведения.